# Sagulung Kota
Sagulung Kota is een bestuurslaag in het regentschap Batam van de provincie Riau-archipel, Indonesië. Sagulung Kota telt 30.466 inwoners (volkstelling 2010).